# Aiki Framework
Het Aiki Framework was een flexibel PHP plus MySQL (LAMP) contentmanagementframework dat ontwerpers en programmeurs toestond om gemakkelijk te creëren en gebruik te maken van bestaande contentmanagementsystemen van het internet. De Fabricatorz Open Production Company was de commerciële beheerder en gebruikte Aiki om de Open Clip Art Library 3.0 en de Open Font Library te bouwen. Beide websites gebruiken het Aiki Framework en werden publiekelijk aangekondigd op de Libre Graphics Meeting in 2011.

## Programmeertalen
De kern van Aiki Framework hoeft niet in PHP geschreven te worden. Er is voorlopig ondersteuning voor een Ruby-gebaseerde kern, en ontwikkelaars zijn begonnen met het ontwikkelen van C++-versies van de kern om binair uitvoerbare websites te genereren.

## Gebruik
Het doel van Aiki Framework is om een snel systeem te maken voor de ontwikkeling zwaar communicatieve gemeenschappen waar ontwikkelaars gebruikt worden om de broncode te bewerken, maar niet direct kan als gevolg van noodzakelijke veiligheidsmaatregelen in het runnen van een webserver.